# 완숙 무스메
완숙 무스메(일본어: 完熟娘（かんじゅくむすめ))는 다채로운 직업과 경력의 30대 여성이 모여 결성한 일본의 6인조 여성그룹이다. 이들의 직업은 보컬,댄서,탤런트,아이돌,여배우,성우,모델,아나운서등이다.
일본의 쇼와시대 히트곡들(한국의 7,80년대 유행곡들에 해당)및 자작곡을 중심으로 한 노래와 춤으로 활동한다. 활동무대는 라이브이벤트, 각종 축제, 디너쇼등이 중심이다.
2009년 6월 10일에는 AVEX 마케팅에 의해 발매된 CD "수확축제"에 오리지널곡이 3곡이 들어 있다.
결성 뒤 1년 동안은 5인체제였으나, 2009년 12월에 카나가 새 멤버로 가입하여 현재는 6인체재이다.
서른줄의 앤터테이너(三十路エンタメ集団)를 표방한다.
일본어 정식표기는 完熟娘。로 뒤에 마침표까지 포함한다. 이 마침표에는 젊음이 끝났음을 아쉬워하는 뉘앙스가
있다.

## 멤버
- 마이 Mai（いまのまい）1973년생 /가나가와 현 출신 보컬,리더,종합프로듀서업무등
- 체 Chee（高木千代美(たかき ちよみ)）1973년생 /후쿠오카 현 출신/ 댄서,부 리더,안무담당
- 레이 Rei（平地レイ(ひらち れい)）1976년생 /도쿄 도 출신/멀티미디어탤런트,모델, 프로듀서 보조
- 치사토 Chisato（三井ちさと(みつい-)）1976년생 /사이타마 현 출신/프리랜서 MC담당
- 하루카 Haruka（春田春香(はるた はるか)）1976년생 /도쿄 도 출신/댄서 안무담당
- 카나 Kana（加奈(かな)）1978년생/나가노 현 출신/가수,탤런트(새 가입 멤버)